# Bulbophyllum sarcoscapum
Bulbophyllum sarcoscapum là một loài phong lan thuộc chi Bulbophyllum.